# Rothmannia pulcherrima
Rothmannia pulcherrima är en måreväxtart som först beskrevs av Wilhelm Sulpiz Kurz, och fick sitt nu gällande namn av Deva D. Tirvengadum. Rothmannia pulcherrima ingår i släktet Rothmannia och familjen måreväxter. Inga underarter finns listade i Catalogue of Life.